# Шапич, Александар
Алекса́ндар Ша́пич (серб. Александар Шапић, 1 июня 1978, Белград, Сербия) — югославский и сербский спортсмен, ватерполист, впоследствии политик и государственный служащий. С 2012 года — глава муниципального образования Нови Београд, в 2022 году избран мэром Белграда.
Официально считается лучшим бомбардиром в истории югославского и сербского водного поло. Многие по сей день считают его одним из самых лучших ватерполистов всех времен в мире.

## Карьера в водном поло
Играть в водное поло начал с 1984 года в ватерпольном клубе «Црвена звезда», в котором играл во всех группах, начиная с самой младшей. В 1991 году перешел в ВК «Партизан», а в 1992 году дебютировал в основной команде ВК «Партизан». В 1993 году вернулся в ВК «Црвена звезда», а с 1994 года продолжил свою карьеру в ВК «Бeчeй». В 2001 году отправился в Италию играть за ватерпольный клуб «Камоли», из которого, после трех отыгранных сезонов, перешёл в ВК «Rari Nantes Savona». С 2006 года играл за российский ВК «Штурм 2002», с которым подписал контракт, сделавший его самым высокооплачиваемым игроком в истории водного поло. В 2009 закончил профессиональную карьеру в водном поло.

### Клубная карьера
За свою богатую клубную карьеру получил 21 трофей, причем девять из них с национальных первенств, из которых шесть получил в Федеративной Республике Югославии, два в России и один в Италии. Девять раз был обладателем национальных кубков, семь из которых получил в СРЮ, а два кубка в России. Высшую награду в Лиге чемпионов выиграл один раз, а еще две медали получил на Кубке LEN.
В период с 1996 по 2009 годы 14 раз подряд получал титул лучшего бомбардира лиги, шесть раз — в СРЮ, пять — в Италии и три — в России.
За свою клубную карьеру забил 1 694 гола, из которых наибольшее количество (924) забил, играя за клубы СРЮ, в итальянской лиге забил 494 гола, а в России — 276 голов.

### Клубные титулы
- 9 национальных чемпионатов: 6 — в СРЮ, 2 — в России, 1 — в Италии.
- 9 национальных кубков: 7 — в СРЮ, 2 — в России.
- 2 кубка LEN
- 1 кубок Лиги чемпионов

### 14 раз подряд получал титул лучшего бомбардира: с 1996 по 2009 годы
- 6 раз — в СРЮ
- 5 раз — в Италии
- 3 раз — в России

### Количество забитых мячей
- СРЮ («Црвена звезда», «Бечей») — 924.
- Италия («Камоли», «Rari Nantes Savona») — 494.
- Россия («Штурм 2002») — 276.

## Карьера в национальной сборной
В декабре 1995 года, семнадцатилетним юношей, первый раз играл за национальную сборную Югославии. С тех пор и до 2008 года играл за нашу сборную. В самом начале своей карьеры в национальной сборной Югославии выиграл два чемпионата Европы среди юниоров: в 1995 году в Эсслингене и в 1996 году в Стамбуле. На обоих соревнованиях был назван лучшим игроком и бомбардиром.
Первые крупные соревнования, в которых участвовал в 18 лет за сборную Югославии, были Олимпийские игры в Атланте в 1996 году. Шапич является одним из немногих наших командных спортсменов, который четыре раза участвовал в Олимпийских играх, завоевав одну серебряную и две бронзовые медали.
С национальной сборной Югославии, Сербии и Черногории, а позже Сербии выступал в 22 спортивных соревнованиях, завоевал 20 медалей, пять из которых на чемпионатах Европы, четыре на чемпионах мира и три на Олимпийских играх. Двe высшие награды завоевал на играх за Кубок мира, на соревнованиях Мировой лиги в общей сложности получил пять медалей, а также выиграл золото на Средиземноморских играх, проведенных в 1997 году в городе Бари.
За национальную сборную забил 981 гол, был дважды назван лучшим бомбардиром Олимпийских игр, четыре раза назван лучшим бомбардиром чемпионата мира, а также четыре раза был лучшим бомбардиром чемпионата Европы. В соревнованиях Мировой лиги лучшим бомбардиром был четыре раза, а два раза получал этот титул на Кубках мира.
За время своей карьеры в сборной восемь раз избирался представителем в идеальную команду на соревнованиях, в которых принимал участие, из них три раза на чемпионатах мира и Европы и дважды на Олимпийских играх.
Он является одним из самых награждаемых и самых успешных спортсменов в истории сербского спорта, который за всю свою игровую карьеру забил, до сих пор недостижимых, 2 675 голов. Это лучший бомбардир всех времен на территории бывшей Югославии.

### Первенства мира
- 1998 — Бронза — Лучший бомбардир чемпионата — Идеальная команда ПМ.
- 2001 — Серебро — Лучший бомбардир чемпионата — Идеальная команда ПМ.
- 2003 — Бронза — Лучший бомбардир чемпионата
- 2005 — Золото — Лучший игрок и бомбардир чемпионата — Идеальная команда ПМ.
- 2007 — 4-е место.

### Первенства Европы
- 1997 — Серебро
- 2001 — Золото — Лучший бомбардир чемпионата — Идеальная команда ПЕ.
- 2003 — Золото — Лучший бомбардир чемпионата — Идеальная команда ПЕ.
- 2006 — Золото — Лучший бомбардир чемпионата — Идеальная команда ПЕ.
- 2008 — Серебро — Лучший бомбардир чемпионата.

### Олимпийские игры
- 1996 — 8-е место
- 2000 — Бронза — Лучший бомбардир соревнований — Идеальная команда ОИ.
- 2004 — Серебро — Лучший бомбардир соревнований — Идеальная команда ОИ.
- 2008 — Бронза

### Мировая лига
- 2004 — Серебро — Лучший бомбардир первенства.
- 2005 — Золото — Лучший бомбардир первенства.
- 2006 — Золото
- 2007 — Золото — Лучший бомбардир первенства.
- 2008 — Золото — Лучший бомбардир первенства.

### Кубок мира
- 2002 — Бронза — Лучший бомбардир чемпионата.
- 2006 — Золото — Лучший бомбардир чемпионата.

### Средиземноморские игры
- 1997 — Золото.

### Количество забитых мячей
- В национальной сборной (СРЮ, Сербия и Черногория, Сербия) — 981.
- Общее количество голов за спортивную карьеру — 2 675.

### Лучший бомбардир
- 2 раза назван лучшим бомбардиром Олимпийских игр (ОИ).
- 4 раза назван лучшим бомбардиром чемпионата мира (ЧМ).
- 4 раза назван лучшим бомбардиром чемпионата Европы (ЧЕ).
- 4 раза назван лучшим бомбардиром Мировой лиги (МЛ).
- 2 раза назван лучшим бомбардиром Кубка мира (КМ).

### Идеальная команда
- 8 раз избирался в идеальную команду (ОИ, ЧМ, ЧЕ).

## Спортивные организации
В дополнение к трофейной карьере в водном поло, вклад в сербский спорт внес за счет работы в спортивных организациях. В период с 2003 по 2004 год был президентом ватерпольного клуба «Црвена звезда».
После окончания карьеры в итальянском клубе «Rari Nantes Savona», за тот же клуб продолжает выступать в качестве спортивного менеджера на европейских соревнованиях в период с 2006 по 2014 год.

## Признания и награды
Благодаря замечательной спортивной карьере является обладателем многочисленных спортивных и общественных признаний, поэтому, помимо всего прочего, в 2000 году был назван лучшим спортсменом автономного края Воеводина.
Имел честь быть дважды награжденным орденом Немани первой степени за заслуги в представлении страны и ее граждан. Впервые в 2001-м, а затем и в 2004-м году.
Награду «Лучший спортсмен», которой его наградил Олимпийский комитет Сербии и Черногории, получил в 2004 году, а год спустя, в 2005 году, был назван лауреатом Октябрьской премии города Белграда.
Более десяти лет считался одним из лучших игроков в мире, а в 2005 году был официально признан лучшим ватерполистом мира.
Самым крупным спортивным и общественным признанием, которым Спортивный союз Сербии традиционно ежегодно награждает спортсменов, спортивные федерации и профессионалов, которые своими результатами оказали влияние на историю сербского спорта и тем самым прославили нашу страну в мире, Майской премией, Шапича наградили в 2008 году.
В 2010 году FINA присудила ему звание третьего лучшего игрока 21-го века.
В октябре 2016 года ему вручена Хартия «За вклад в развитие и работу Академии спорта», по которой он был признан лучшим студентом за всю истории Академии.

## Образование
В 2003 году окончил бакалавриат, в 2009 году магистратуру, а в 2012 году получил докторскую степень в области промышленного менеджмента.

## Благотворительность
Является основателем Благотворительного фонда «Будь гуманным», который был создан 9 апреля 2014 года. Фонд «Будь гуманным» занимается сбором средств на помощь детям, взрослым, учреждениям и ассоциациям на территории Сербии.
Вскоре после своего открытия фонд «Будь гуманным» превратился в один из самых заслуживающих доверия благотворительных фондов в регионе, работа которого направлена на оказание помощи в лечении и обеспечении необходимого терапевтического воздействия прежде всего детям.
С момента своего создания и до сегодняшнего дня благотворительный фонд «Будь гуманным» собрал несколько миллионов евро, благодаря которым большому количеству пользователей Фонда удалось получить необходимую медицинскую помощь и быть направленными в соответствующие лечебные заведения. В феврале 2016 года все медали, которыми он был награжден в течение своей спортивной карьеры, через сайт Благотворительного фонда «Будь гуманным» Шапич отдал на аукционную продажу, а деньгами от продажи медалей будет оплачено лечение и терапия пользователей Фонда.
Получил множество наград за общественно-полезную и благотворительную деятельность, которыми была выражена благодарность многих сербских учреждений за все, что он сделал в области гуманитарной деятельности в качестве активного спортсмена, а также за благотворительную деятельность, которой он еще интенсивнее и ответственнее продолжил заниматься после окончания спортивной карьеры.

## Политическая карьера
С 2009 по 2012 год занимал должность помощника мэра Белграда. Главой муниципального образования Нови Белград был избран на выборах 2012 года, а на выборах 2016 года был переизбран на эту должность и сегодня является главой крупнейшего муниципального образования в Белграде.

## Семья
Женат, имеет двоих детей. Живёт и работает в Белграде.

## Интересные факты
В фильме «Когда вырасту, я стану кенгуру» (серб. Кад порастем бићу кенгур) сыграл роль Гангулы, по которой его до сих пор многие помнят. Ему повезло в том, что данный фильм, снятый в 2004 году, несомненно стал очень значительным в сербском кинематографе, а среди зрителей по сей день остается популярным.
Участвовал в благотворительной шоу-программе «Танцы со звездами».
Говорит на английском, итальянском и русском языках.